# Zaurbek Baysangurov
Zaurbek Baysangurov (en russe : Байсангуров, Заурбек, transcription française : Zaourbek Baïssangourov) est un boxeur russe né le 2 mars 1985 à Atchkhoï-Martan, une commune rurale de la RSSA de Tchétchénie-Ingouchie, une république autonome de la RSFS de Russie (Union soviétique).

## Carrière
Passé professionnel en 2004, il devient champion du monde des super-welters WBO le 12 mai 2012 après sa victoire aux points contre le français Michel Soro bien qu'il soit allé à terre au second round. Baysangurov conserve ensuite son titre le 6 octobre 2012 aux dépens de Lukas Konecny puis est destitué en juin 2013.